# Niezwyciężony (powieść)
Niezwyciężony – powieść Stanisława Lema wydana po raz pierwszy w 1964 roku w zbiorze z opowiadaniami pod tytułem Niezwyciężony i inne opowiadania, należąca do gatunku fantastyka naukowa (i podgatunku hard science fiction).

## Opis fabuły
Kosmiczny krążownik drugiej klasy Niezwyciężony ląduje na pustynnej planecie Regis III. Celem przybycia statku kosmicznego jest odszukanie Kondora – bliźniaczej jednostki, która lądowała tu wcześniej i z którą utracono łączność. Zachowując najwyższe środki bezpieczeństwa załoga rozpoczyna poszukiwania. Jednocześnie naukowcy przystępują do badań planety, starając się określić źródła potencjalnego zagrożenia. W trakcie poszukiwań zaginionego statku odkryte zostają nieznane konstrukcje, wyglądające jak odpowiednik ziemskiego miasta. Podczas gdy grupa badaczy dokonuje zwiadu ruin (które po bliższym zbadaniu wydają się szczątkami jakichś urządzeń), trzysta kilometrów dalej odnaleziony zostaje Kondor. Okazuje się, że cała jego kilkudziesięcioosobowa załoga zginęła w tajemniczych okolicznościach, przed śmiercią tracąc pamięć. Badając planetę, Ziemianie znajdują roboty wielkości owadów, które łącząc się, tworzą zbiorowiska wielkości chmur. Roboty te wyniszczyły całe życie na lądach planety. Życie przetrwało jedynie w oceanach. Uczeni z Niezwyciężonego wprowadzają termin nekrosfera (gr. nekros 'martwy') na określenie tych robotów. Jest to neologizm utworzony przez autora w analogii do biosfery. Do walki z ludźmi nekrosfera stosuje bardzo silne pole magnetyczne, niszczące wszelką informację w mózgach ludzkich, a także elektronowych. Badania archeologiczne wskazują, że nekrosfera Regis III powstała po rozbiciu się statku kosmicznego obcych. Ocalałe roboty zaczęły ewoluować i tworzyć różne formy, z których przetrwały jedynie miniaturowe roboty.   
Główni bohaterowie:
- Rohan (Nawigator, zastępca dowódcy)
- Horpach (Astrogator, dowódca wyprawy)
- Ballmin (uczony, planetolog, doradca dowódcy)
- Lauda (uczony, paleobiolog, twórca teorii nekrosfery)

## Odbiór
Andrzej Stoff ocenia, że Niezwyciężony tworzy wraz z Edenem i Powrotem z gwiazd swoistą trylogię „krainy wszechmożliwości”, która „bada sprawność konwencji s-f w podejmowaniu problemu kontaktu”. Wspólnymi cechami utworów są: „bezpośrednie wprowadzenie w (...) nurt wydarzeń i nieokreślona perspektywa czasu akcji”. Krytyk widzi wymienione powieści (wraz z Głosem Pana) jakby były rozdziałami „stale uzupełnianego i poprawianego traktatu o poznaniu i porozumieniu, a raczej o niemożności ich pełnego zrealizowania”. Analizując konstrukcję powieści Stoff ocenia, że nie obowiązuje tu, powszechnie spotykana we wczesnych powieściach fantastycznonaukowych, zasada opisywania „momentów decydujących” w historii ludzkości, zwykle pierwszych wypraw kosmicznych, zaś główną zasadą budowy opisywanych światów jest „sugerowanie czytelnikowi, że niezwykłe rzeczy opisywane w powieści są czymś oczywistym w tamtym świecie”. Nieznany cel i czas trwania lotu, wtrącane tylko wzmianki o załodze, wyposażeniu, wielkości statku itp „sprawiają wrażenie, że jest to jeden z licznych lotów służbowych”. Taka pisarska taktyka jest zdecydowanie odmienna od tej, „która kazała zapełniać całe strony (...) opisami wspaniałej techniki przyszłości”.
Sam autor w rozmowie ze Stanisławem Beresiem ocenił powieść jako „przyzwoicie wykonaną «maszynkę» narracyjną osnutą na niefikcyjnym problemie” (niemniej skromniejszą i nie tak lotną jak Solaris), wyróżniając zwłaszcza ostatni rozdział.

## Adaptacje
W 2019 nakładem Wydawnictwa Booka ukazała się komiksowa wersja powieści autorstwa Rafała Mikołajczyka. Komiks zdobył w 2019 nagrodę Orient Mena za najlepszy debiut.
W latach 60. Michael Rudesone zakupił prawa do realizacji filmu na podstawie powieści, jednak nie udało mu się zapewnić finansowania produkcji.